# Chenet
Chenet (w środowisku germańskim zwane też firedog, ildbukke lub Feuerböcke) – figurki kultowe znane z celtyckich, trackich, późnoscytyjskich, dackich i germańskich obszarów kulturowych. W polskiej archeologii określa się je mianem wilków ogniowych.
Mają one podłużny kształt (do ok. 25 cm długości) zakończony jedno- lub obustronnie plastycznym wyobrażeniem głowy zwierzęcej (np. barana, wołu). Mogą być one wykonane z gliny, metalu lub z kamienia (krystaliczne łupki z talkiem). Łączy się je z kultem domowego ogniska, kultem przodków lub traktuje jako substytut ofiary.